# پرچم پلیموث (انگلستان)
پرچم پلیموث (انگلستان) در ۳ فوریه ۲۰۱۴ پذیرفته شد.